# Salvador Agra
Salvador José Milhazes Agra (Vila do Conde, 11 november 1991) is een Portugees voetballer die doorgaans speelt als vleugelspeler. In juli 2025 verruilde hij Boavista voor Leixões.

## Clubcarrière
Agra speelde vanaf zijn dertiende levensjaar in de jeugdopleiding van Varzim. In het seizoen 2010/11 debuteerde hij bij de club en hij miste slechts één duel dat seizoen. De club degradeerde echter toch uit de Segunda Liga en Agra vertrok daarop naar Olhanense. Hij tekende voor drie jaar bij de club en maakte zijn debuut op 13 augustus, toen er 1-1 gelijkgespeeld werd op bezoek bij Sporting CP. In januari 2012 verkaste Agra naar Real Betis, dat hem het seizoen liet afmaken bij Olhanense. Betis verhuurde hem achtereenvolgens aan Siena, Braga en Académica.
Agra tekende in juli 2015 een contract tot medio 2019 bij Nacional, de nummer zeven van de Primeira Liga in het voorgaande seizoen. Na twee jaar verkaste de aanvaller naar Benfica, waar hij tekende voor drie seizoenen. Hierop werd hij direct verhuurd aan Aves. Agra keerde na een halfjaar terug naar Benfica, dat hem opnieuw verhuurde, ditmaal aan Granada. Na dit halve seizoen stalde Benfica de Portugees nog een jaar een Spanje, bij Cádiz. Na een halfjaar keerde hij al terug naar Benfica.
Hierop verliet Agra de club definitief, toen hij voor circa een half miljoen euro overgenomen werd door Legia Warschau. Medio 2020 keerde de Portugees terug naar zijn vaderland om bij Tondela te gaan spelen. Twee jaar later verliep zijn verbintenis en stapte Agra transfervrij over naar Boavista. Deze club verliet hij in 2025 voor Leixões.